# Direcció general d'Indústries Culturals i Cooperació
La Direcció general d'Indústries Culturals i Cooperació és un òrgan de gestió amb dependència orgànica directa del Ministeri de Cultura i Esport.

## Funcions
Les competències d'aquesta direcció general es regula en l'article 5 del Reial decret 817/2018, de 24 de març, i li atorga les següents competències:
- El disseny de les polítiques de promoció de les indústries culturals, així com el seu desenvolupament, o coordinació quan corresponguin a competències concretes de la resta dels centres directius o organismes públics del Departament.
- El disseny de les polítiques d'acció i promoció cultural, així com el seu desenvolupament, o coordinació quan corresponguin a competències concretes de la resta dels centres directius o organismes públics del Departament. La col·laboració amb altres institucions, entitats i persones públiques o privades per al desenvolupament de programes d'acció cultural conjunts.
- L'impuls de la participació de la societat en els processos de creació, dinamització cultural i obtenció de recursos a través de programes de patrocini, voluntariat i turisme cultural, en coordinació, en aquest últim cas, amb els òrgans de l'Administració General de l'Estat competents en matèria de promoció turística.
- L'establiment i la gestió, si escau, del règim de subvencions i ajudes que no siguin competència específica d'un altre òrgan directiu, d'acord amb els objectius determinats als programes del Ministeri.
- La coordinació i assessorament de qüestions de caràcter internacional i cooperació tècnica de l'àmbit competencial del Departament, sense perjudici de les competències d'altres Ministeris en la matèria.
- L'exercici, en coordinació amb el Ministeri d'Afers Exteriors, Unió Europea i Cooperació d'Espanya de les competències en relació amb els organismes internacionals i amb la Unió Europea en les matèries pròpies del Departament no expressament assignades a altres òrgans directius.
- La participació en la preparació de tractats, convenis i programes de cooperació internacional, bilaterals o multilaterals, dirigits a promoure els intercanvis culturals, així com l'assessorament sobre la participació espanyola en organismes internacionals.
- L'elaboració i coordinació del Pla de relacions internacionals del Departament i el disseny i impuls de la promoció de les indústries culturals d'Espanya en l'exterior.
- La proposta de les mesures adequades per a la defensa i protecció de la propietat intel·lectual i l'exercici de les funcions que corresponguin al Departament en matèria de registre de la propietat intel·lectual i les relatives a les entitats de gestió col·lectiva de drets de propietat intel·lectual.
- La cooperació amb l'acció cultural de les Comunitats Autònomes, propiciant, de comú acord, la comunicació cultural entre elles, el coneixement de la pluralitat i riquesa dels seus respectius patrimonis culturals, així com l'intercanvi d'informació sobre les seves activitats culturals.
- El seguiment i la tramitació dels convenis de col·laboració del Departament amb les Comunitats Autònomes, així com el seguiment dels actes i disposicions de les Comunitats Autònomes.
- La promoció del coneixement de la diversitat cultural de les Comunitats Autònomes a l'exterior, d'acord amb elles.

## Estructura
La Direcció general d'Indústries Culturals i del Llibre té sota la seva dependència els següents òrgans:
- Subdirecció General de Promoció d'Indústries Culturals i Mecenatge.
- Subdirecció General de Cooperació i Promoció Internacional de la Cultura.
- Subdirecció General de Propietat Intel·lectual.
- Subdirecció General de cooperació Cultural amb les Comunitats Autònomes.

## Directors generals
- Adriana Moscoso del Prado Hernández (2018-)[2]
- Santos Castro Fernández (2010-2012) (DG de Política i Indústries Culturals)
- Guillermo Corral Van Damme (2008-2010)
- Carlos Alberdi Alonso (2004-2008) (DG d Cooperació i Comunicació Cultural)
- Áurea María Roldán Martín (2001-2004)
- Inés Argüelles Salaverría (2000-2001)
- Rafael Rodríguez-Ponga y Salamanca (1996-2000)
- Margarita Sáenz de la Calzada Zuloaga (1994-1996) (DG de Cooperació Cultural)
- Ángeles Gutiérrez Fraile (1988-1993)
- Arsenio Lope Huerta (1987-1988)
- Ana Puértolas Villanueva (1985-1987)
- Eduardo Ballester Giner (1978-1979) (DG de Difusió Cultural)
- Antonio Agustín Papell Cervera (1977-1978)